# Ascochyta irpina
Ascochyta irpina är en svampart som beskrevs av Sacc. & Trotter 1920. Ascochyta irpina ingår i släktet Ascochyta, ordningen Pleosporales, klassen Dothideomycetes, divisionen sporsäcksvampar och riket svampar.   Inga underarter finns listade i Catalogue of Life.